# Krzysztof Batory
Krzysztof Batory, węg. Báthory Kristóf (ur. 1530, zm. 27 maja 1581 w Gyulafehérvár) − wojewoda Siedmiogrodu w latach 1576-1581, brat Stefana Batorego. Od 1576 roku był formalnie wojewodą siedmiogrodzkim i zarządzał księstwem w imieniu Stefana Batorego. Ojciec Zygmunta Batorego. Jego córka, Gryzelda, była trzecią żoną Jana Zamoyskiego.